# Candelaria megye
Candelaria egy megye Argentína északkeleti részén, Misiones tartományban. Székhelye Candelaria.

## Népesség
A megye népessége a közelmúltban a következőképpen változott:
| Év   | Lakosság |
| ---- | -------- |
| 2001 | 21 774   |
| 2010 | 27 040   |